# Sami Itani
Sami Itani (né le 24 mars 1987 à Pyhäjoki) est un athlète finlandais, spécialiste du décathlon.
Son meilleur résultat était de seulement 7 527 points, réalisés à Kaunas le 17 juillet 2009, avant de terminer 5e, avec 7 731 points de la Coupe d'Europe des épreuves combinées 2011 à Toruń. En tant que junior son meilleur résultat était un 7 405 points obtenus aux Championnats du monde junior de Grosseto en 2004 (6e). Il avait terminé 4e des Championnats d'Europe junior à Kaunas en 2005, mais n'avait pu terminer son décathlon à Pékin en 2006, lors des Championnats du monde suivants.
Son père est Libanais et sa mère Finlandaise.